# Nicolas III Potier de Blancmesnil
Nicolas IIIe Potier de Blancmesnil est un magistrat français, né à Paris en 1541 et mort le 1er juin 1635, maître des Requêtes en 1567 , premier président du Parlement de Paris de 1578; président de la Cour anciens de 1585; après la scission du Parlement en 1588 entre le Parlement de la Ligue à Paris et le Parlement du Roi à Tours et Châlons. président de la Cour délégués à Châlons octobre-novembre 1590; à la réunification des Parlements à Paris par Henri IV, président en 1594, puis jusqu'en 1620.
Il se distingua par son dévouement et sa fidélité au roi Henri IV, pendant la Ligue. Il a été enfermé par les Ligueurs à la Bastille.Il y resta un an après le meurtre des Guise. Il allait être  sur le point d'être exécuté, lorsque le duc de Mayenne, qui conservait pour ce magistrat une vénération qu'on ne pouvait refuser à ses vertus, vint l'arracher au supplice. Potier s'étant jeté à ses pieds, lui dit : "Monseigneur, je vous ai obligation de la vie ; mais j'ose vous demander un plus grand bienfait, c'est de me permettre de me retirer auprès de mon légitime souverain : je vous reconnaîtrai toute ma vie comme mon bienfaiteur ; mais je ne puis vous servir comme mon maître." Le duc, touché de sa franchise, le releva, l'embrassa, et lui permit de se rendre auprès du Béarnais. Il bénéficia de la confiance de Henri IV.
La reine Marie de Médicis récompensa ses services en lui donnant le titre de son chancelier. Il est mort en 1635, âgé de 94 ans.